# Galerius-Palast (Thessaloniki)

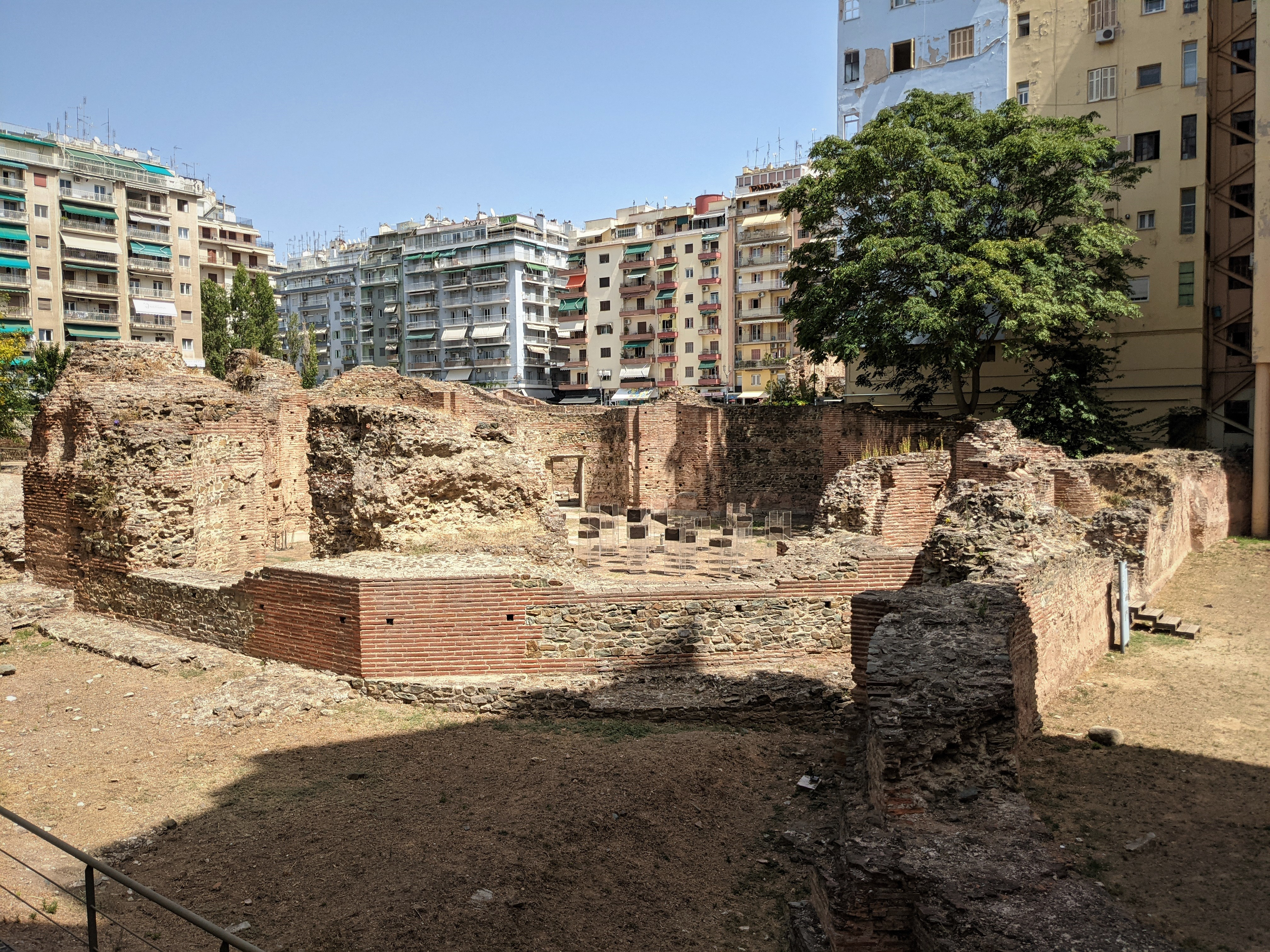
Überreste des Oktagons

Der Galerius-Palast in Thessaloniki (griechisch Ανάκτορα του Γαλέριου Anaktora tou Galeriou) ist der Kern eines römischen Monumentalkomplexes, mit dessen Bau zwischen 298 und 299 in Thessaloniki auf Befehl von Galerius, damals Caesar des Kaisers Diokletian für den Osten als Teil der Tetrarchie, begonnen wurde.

## Geschichte
Galerius, der bereits einen Palast in Sirmium am Donaulimes besaß, beschloss in den 290er Jahren, in Thessaloniki eine zweite Hauptstadt zu errichten. Der Stadt kam dabei ihre günstige Lage am Ägäischen Meer und an der Via Egnatia zwischen Rom und Konstantinopel zugute. Der Bau des Palastes begann in den Jahren 298–299, zeitgleich mit einer Reihe von angrenzenden Bauwerken. Bisher wurde angenommen, dass die Palastanlage zwischen 299 und 303 n. Chr., dann von 308 bis zum Tod des Kaisers im Jahr 311 als Residenz des Galerius diente. In einem anderen Aufsatz heißt es jedoch, dass der Bau erst 308 begann und 311, nach dem Tod des Galerius, unterbrochen wurde. Nach dieser Quelle soll der Bau nach dem Edikt von Mailand unter dem Kaiser Konstantin den Großen fortgesetzt worden sein.
Ab dem 10. Jahrhundert ist keine Nutzung des Komplexes belegt.
Nachdem es dem dänischen Archäologen Ejnar Dyggve 1939 gelungen ist, den Standort des Palastes zu bestimmen, fanden die ersten archäologischen Grabungen ab 1950 statt. Im Jahr 1962 leitete die Stadt Thessaloniki die Enteignung der in der Gegend bestehenden Flüchtlingslager ein, und die archäologischen Untersuchungen wurden bis 1971 fortgesetzt.
Die Restaurierung der Überreste des Palastes begann 1993, wurde 2006 abgeschlossen und 2008 mit einem Europa-Nostra-Preis ausgezeichnet.

## Beschreibung

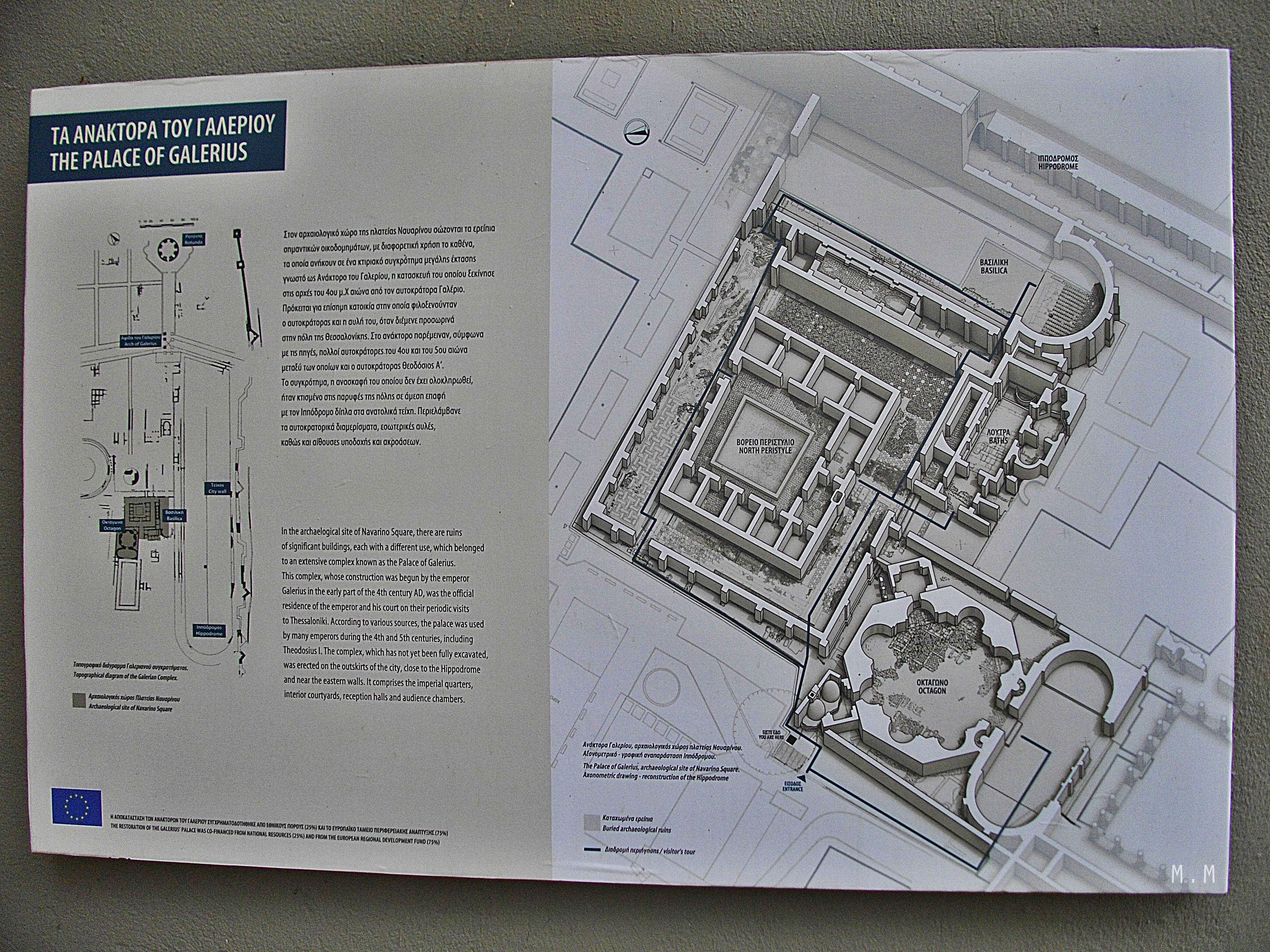
Galerius-Palast Thessaloniki – Übersichtsplan

Die Ruinen des Palastes befinden sich auf der heutigen Platia Navarinou im Zentrum von Thessaloniki. Sie sind Teil eines noch viel größeren römischen Komplexes, zu dem auch das Hippodrom, der Galeriusbogen und das Mausoleum des Kaisers gehören.
Auf der Platia Navarinou sind noch die Mauern eines achteckigen Baukörpers mit einem Durchmesser von 30 Metern erkennbar. Auf  der Südseite lag ehemals der Eingang, in den anderen Ecken sind Nischen, wobei die gegenüber dem Eingang etwas größer ist. Es gab Wendeltreppen, die zum Obergeschoss führten. Vermutlich war das Bauwerk mit einer Kuppel abgedeckt, die wahrscheinlich schon bei einem Erdbeben im Jahre 690 eingestürzt ist. Der Boden, ursprünglich ein Mosaik, wurde mit opus sectile aus Marmor bedeckt. Die Wände bestanden ebenfalls aus Marmor und hatten Kapitelle in Form römischer Gottheiten.
Das Achteck öffnete sich in seinem südlichen Teil zu einem Vestibül mit zwei Apsiden (eine nach Westen und eine nach Osten). Das Vestibül war mit einem großen Hof mit den Maßen von 47 × 88 Metern verbunden, der zum Hafen hin ausgerichtet war. Hier wurde das Fragment eines Bogens mit zwei Ausschnittporträts von Galerius und Tyche (Personifizierung des Schicksals des Imperators) gefunden. Das Fragment ist im Archäologischen Museum Thessaloniki ausgestellt. Nördlich des Oktagons wurde eine viereckige Struktur ausgegraben. Hier befand sich ein Gebäude mit den Abmessungen von 30 × 40 Metern. Es hatte 11 Räume und einen Peristyl, an dessen Seiten vier mit Mosaiken verzierte Kolonnadengänge lagen. Es war bereits bewohnt, bevor der Palast gebaut wurde.  Zum Gelände gehören auch das Privatbad des Palastes mit seiner Zisterne und der Basilikasaal, der in seiner Größe mit der Konstantinbasilika in Trier vergleichbar ist.
Die Ausgrabungen des Palastkomplexes haben zwei ältere Schichten aus der hellenistischen Zeit ans Licht gebracht. Vor dem Bau des Palastes befand sich hier in späthellenistischer Zeit ein Handwerkerviertel, möglicherweise wegen der Nähe zum ersten Hafen der Stadt.

## Bildergalerie

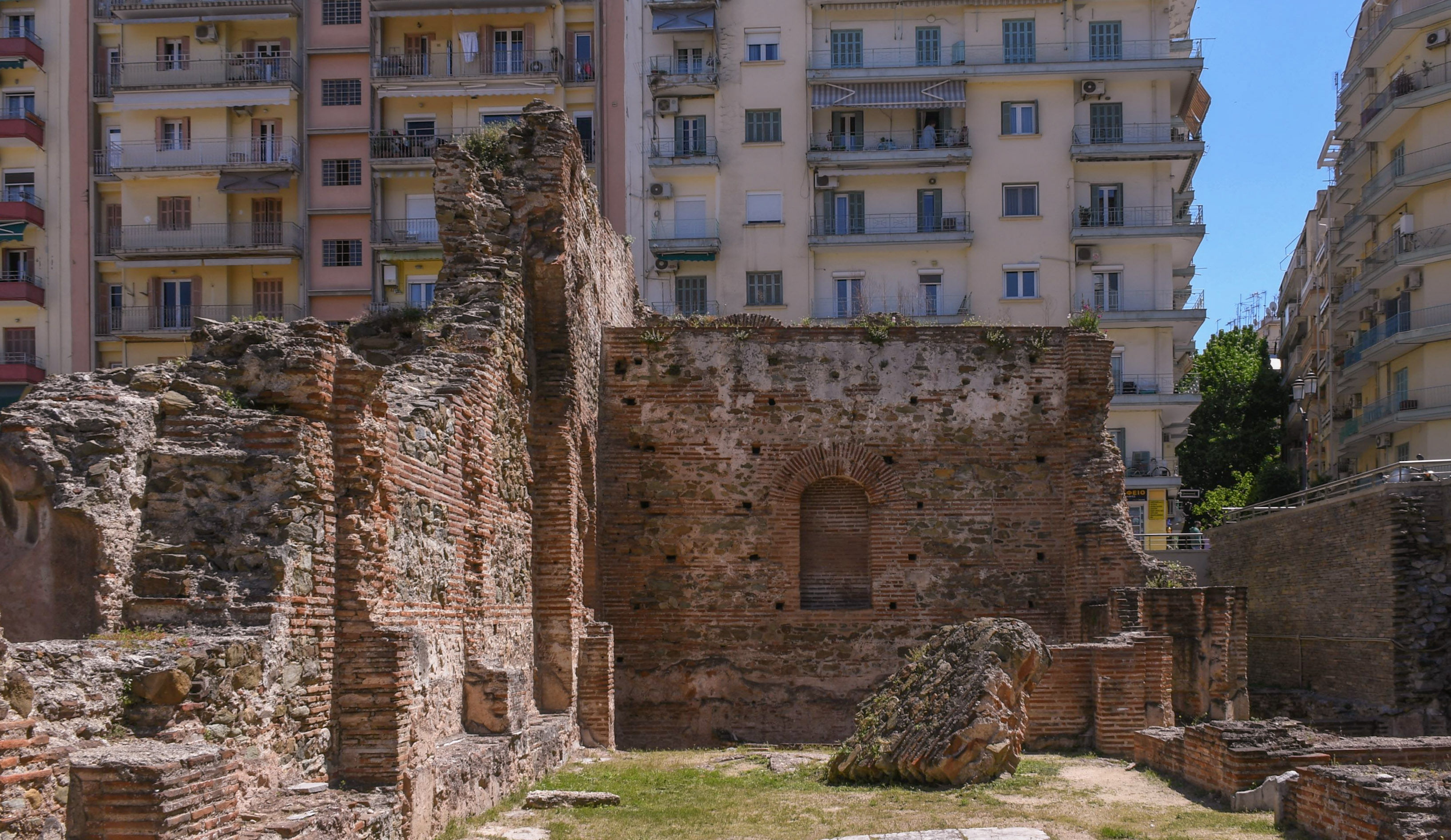
Überreste der kaiserlichen Bäder
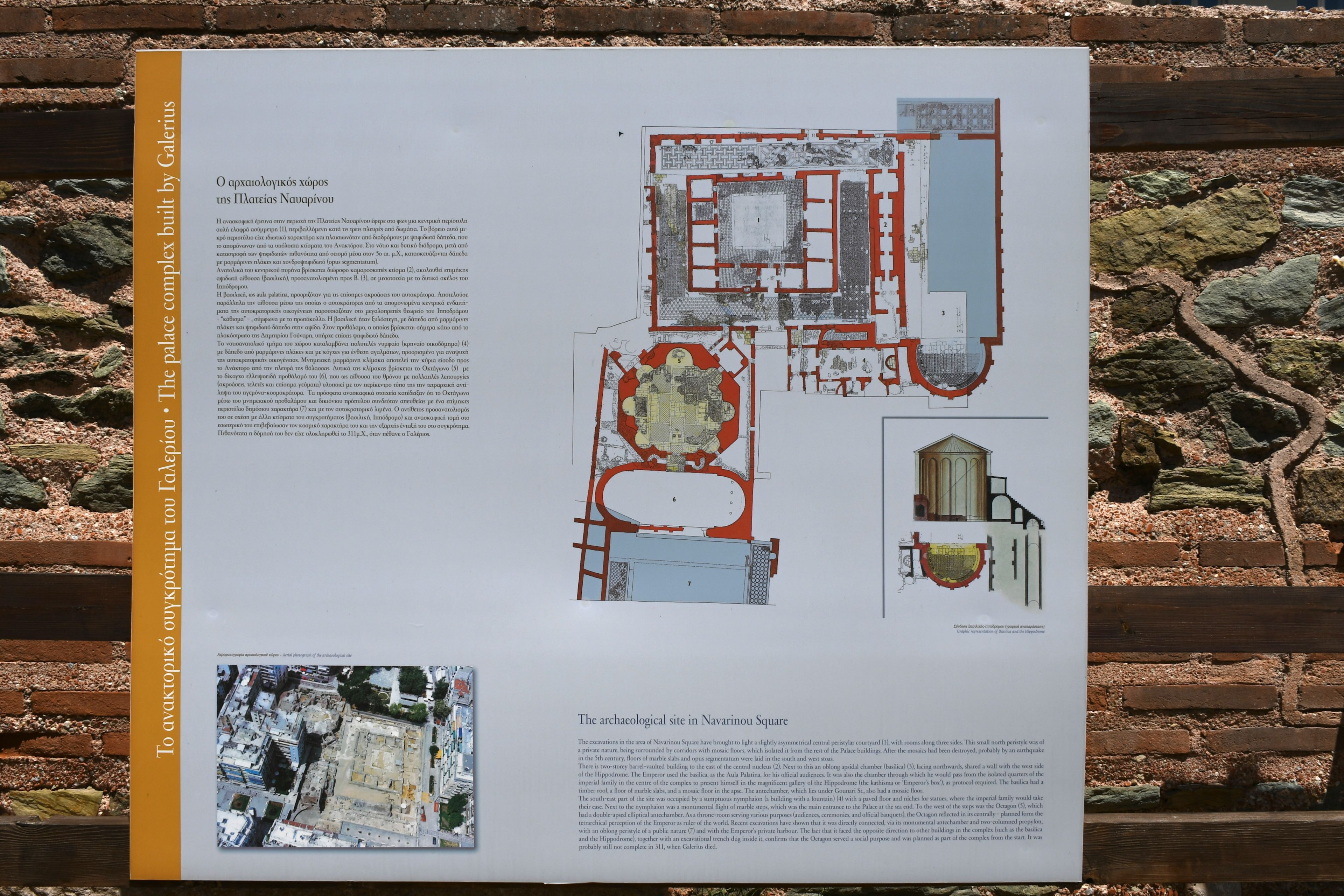
Plan des Palastes
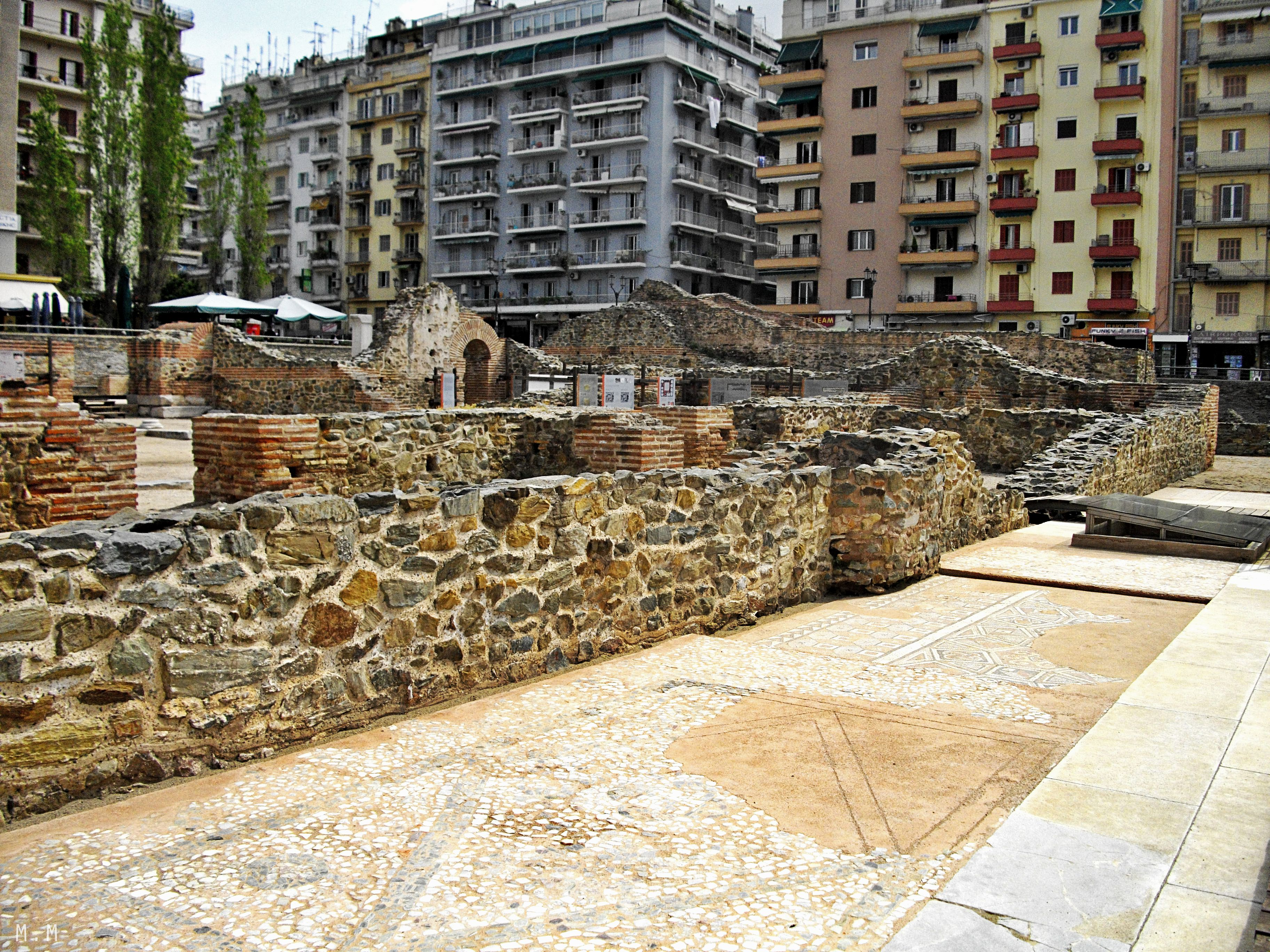
Spuren römischer Mosaike
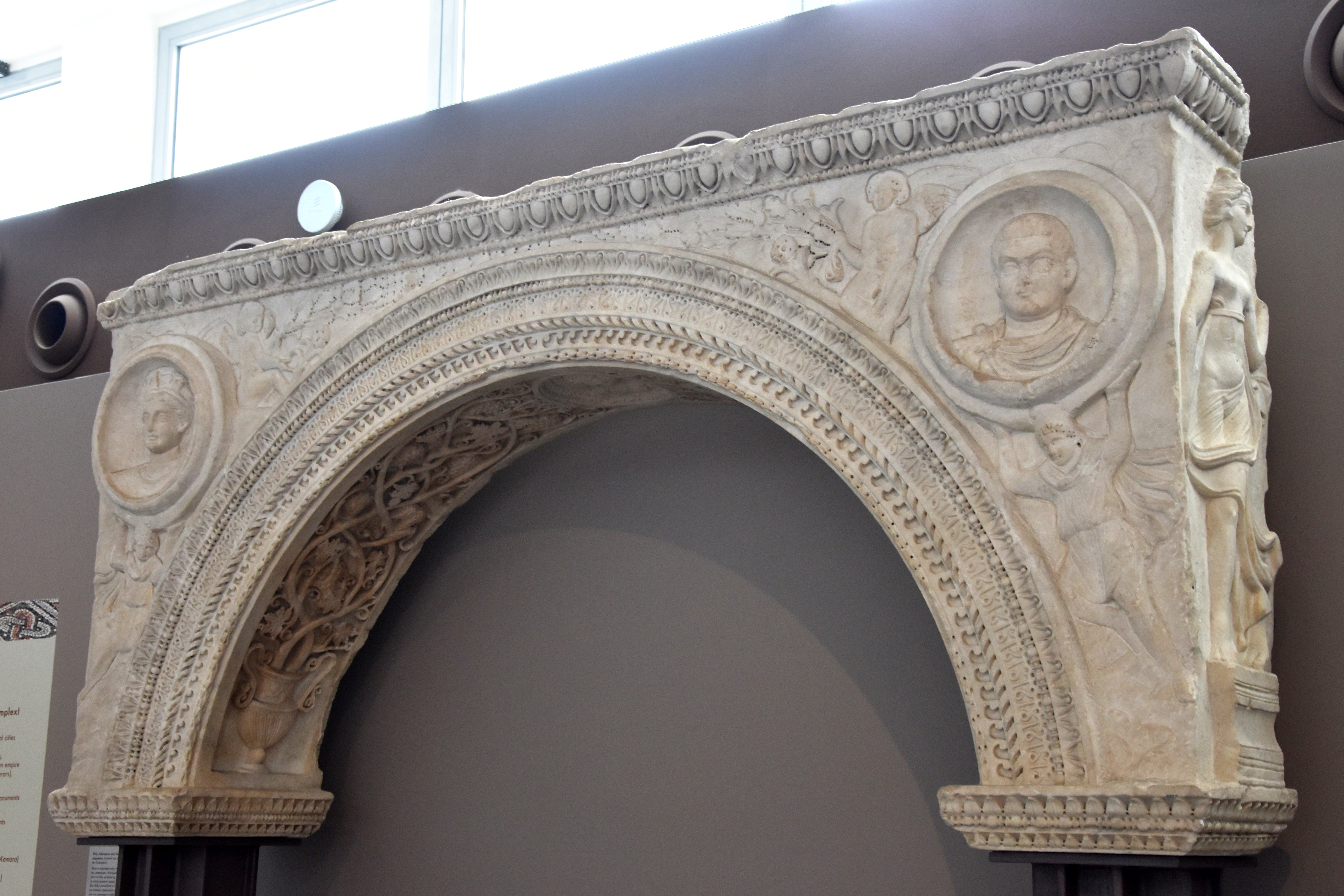
Der kleine Galeriusbogen im Archäologischen Museum Thessaloniki